# ماباهالي شيرا
أمانبريت سينغ راندهاوا (بالإنجليزية: Amanpreet Singh Randhawa)‏، (بالهندية البنجابية ਅਮਨਪ੍ਰੀਤ ਸਿੰਘ ਰੰਧਾਵਾ) (من مواليد 17 أكتوبر 1990) هو مصارع محترف هندي، يعمل حاليًا كمصارع لصالح اتحاد إمباكت ريسلينغ تحت اسم الحلبة ماباهالي شيرا. اشتهر أيضًا بمصارعته في عرض دبليو دبليو إي التنماوي إن إكس تي في عام 2018.

## مهنة المصارعة المحترفة

### رينج كا كينج (2011-2012)
في ديسمبر 2011، شاركت المصارع الهندي الجديد ماباهالي فيرا في المشروع الهندي لأتحاد توتال نون ستوب أكشن ريسلينغ المعروف باسم رينغ كا كينغ. تنافس فيرا في دوري علي بطولة RKK World Heavyweight Championship لتتويج البطل الافتتاحي. هزم دكتور نيكولاس دينسمور في الدور ربع النهائي من البطولة قبل أن يهزمه سكوت شتاينر في الدور قبل النهائي. خلال الأسبوع الأخير من التسجيلات، في 21 أبريل 2012، هزم فيرا السير بروتوس ماغنوس ليصبح بطل RKK العالمي للوزن الثقيل.

### توتال نون ستوب أكشن ريسلينغ / إمباكت ريسلينغ

#### الثورة (2014-2015)
في 22 سبتمبر 2014 ، أُعلن أنه سيشارك لأول مرة في عروض الإمباكت ريسلينغ الأسابيع التالية.  في حلقة إمباكت ريسلينغ بتاريخ 12 نوفمبر 2014 ، حاول مانيك تقديمه إلى زعيم فريق الثورة ، جيمس ستورم ، قبل أن يطلب ستورم من مانيك إرسال شيرا بعيدًا.  في 7 يناير 2015 ، تم تغير اسم الحلبة الخاص به إلى كويا ، لينضم رسميًا إلى فريق الثورة. و في حلقة إمباكت ريسلينغ بتاريخ 23 يناير 2015 ظهر كويا لأول مرة في حلبات الاتحاد مُحققاً بذلك فوزه على تيغري أونو .  في حلقة إمباكت ريسلينغ بتاريخ 10 أبريل 2015 ، هزم كويا أبيس ومانيك في مباراة ثلاثية لينضم إلى جيمس ستورم في مباراة تأهيلية للمشاركة في نزال قاتلة رباعية إلتميت أكس علي بطولة TNA World Tag Team الشاغرة ولكنه خسر المباراة لصالح فريق الهارديز .

#### التحول لمحبوب وعدوات مختلفة (2016-2017)
في حلقة إمباكت ريسلينغ بتاريخ 26 يونيو 2015 تحول كويا إلي الشخصية المحبوبة بعد تعرضه للضرب والإهانة المتكررة من قبل جيمس ستورم، ودخل في عداء مع ستورم.  و في حلقة إمباكت ريسلينغ بتاريخ 5 أغسطس 2015 ، وقف في مواجهة ستورم وضربه بضربة سكاي هاي باور بومب وتم تغير اسم الحلبة الخاص به رسميًا إلى ماباهالي شيرا .  و في حلقة إمباكت ريسلينغ بتاريخ 30 سبتمبر 2015 ، شيرا تمكن من هزيمة ستورم في مباراة بدون استبعاد، منهية عدائهم .
في 4 أكتوبر 2015 في عرض باوند فور غلوري 2015 ، نافست شيرا في مباراة تدافع 12 لاعباً من أجل الذهب ولكن تم اقصائه من قبل تايروس الذي فاز بالمباراة. ثم دخل في دوري TNA World Title Series كعضو في Group Wild Card جنبًا إلى جنب مع كريزي ستيف وكيني كينج و إيدين أوتشيا و ذلك للمنافسة علي بطولة TNA World Heavyweight Championship الشاغرة وتصدر مجموعته عندما انتصر برصيد تسع نقاط، وبالتالي تقدم إلى دور الـ16 حيث هزم إيلي دريك في مباراة الجولة الأولى. في حلقة إمباكت ريسلينغ بتاريخ 9 ديسمبر 2015 ، خسرت شيرا أمام لاشلي في الدور ربع النهائي، وفشل في التقدم في الدور التالي وتم إقصائه. في حلقة إمباكت ريسلينغ بتاريخ 16 فبراير 2016، شكل شيرا فريق علامة جديد جرادو . في حلقة إمباكت ريسلينغ بتاريخ 29 مارس 2016 هاجمه آل سنو من الخلف الذي هاجم جرادو أيضاً وقام بكسر ذراعه. في حلقة إمباكت ريسلينغ بتاريخ 12 أبريل 2016 أجري شيرا محادثة قاسية اعتذر فيها سنو لشيرا وصافحه. ومع ذلك، بعد خروج شيرا من الحلبة، اعتدى سنو على شيرا من الخلف، تاركًا إياه واقعاً بالقرب من درجات السلم الفولاذية. بعد أسبوع، خسر شيرا أمام سنو بعد أن أصيب في رأسه في مباراته الثانية ضد سنو في حلقة إمباكت ريسلينغ بتاريخ 10 مايو 2016 عاد جريدو إلي العروض وصرف انتباه سنو، مما سمح لشيرا بالفوز وأنتهي عداءه مع سنو بمباراة فرق في عرض سلامي فرسري 2016 حيث خسر هو وجرادو في نزال ضد فريق الترابيونيل .
في مايو 2017 ، انخرطت شيرا في عداء بين براكستون سوتر و كونغو كونغ . أنقذ سوتر و آلي من كونغ و كيه أم و سيننا ولوريل فان نيس في حلقة إمباكت ريسلينغ بتاريخ 18 مايو 2017 .  و في حلقة إمباكت ريسلينغ بتاريخ 15 يونيو2017 فاز شيرا في مباراة التحدي الافتتاحي لكأس Sony SIX Invitational Trophy ، آخر من أقصاه هو كيه أم . و في العرض الإفتتاحي لعرض سلام فرسري 2017 الذي أقيم بتاريخ 2 يوليو 2017 ، تعاون شيرا وسوتر و آللي لهزيمة كي أم وكونغ و فان نيس في مباراة فرق مكونة من ستة لاعبين. كانت آخر مباراة له في في حلقة إكسبلوجين بتاريخ 11 نوفمبر 2011 ، حيث هزم كاليب كونلي . في 13 نوفمبر 2017 ، تمت إزالة ملفه الشخصي رسميًا من موقع الاتحاد، مما يؤكد مغادرته الشركة. وفقًا لـ Pro Wrestling Insider ، ترك رانداهوا الشركة بهدوء قبل حوالي شهرين. 

### دبليو دبليو إي إن إكس تي (2018-2019)
بعد مغادرة رانداهوا شركة إمباكت ريسلينغ تم الإعلان بأنه وقع عقدًا مع WWE و ذلك لينضم لعرض دبليو دبليو إي التنماوي إن إكس تي في عام 2018.و في 14 فبراير 2018 ، تم إبلاغ إنضمامه لـمركز أداء WWE ، حيث ظهر لأول مرة بفوزه على دان ماتهافي في عرض محلي أقيم في اوكالا ، فلوريدا في 1 مارس 2018. عاد إلى عروض المنزل الخاصة بماركة NXT و في ربيع عام 2019 أصبح جوبر، ولكنه في أبريل، غادر WWE. 

### العودة إلى إمباكت ريسلينغ
في 21 أبريل 2019 ، تم الإعلان عن إعادة توقيع رونداهوا مع إمباكت ريسلينغ و ذلك بعد أن تم تسريحه من عقده مع WWE . 
و عاد شيرا خلال تسجيلات إمباكت في المكسيك في نهاية المباراة بين أعضاء فرقة ديس هيت سكواد، روهيت راجو وراج سينغ وبيغ مامي ونينو هامبورغسا، مما يؤدي إلى تدمير فريق الدينارز وقام بتأكيد ولائه لـ غاما سينغ و إنضمامه إلي ديس هيت سكواد، ليتحول إلي الشخصية المكروهة .  تم حل فرقة ديس هيت سكواد بعد خسارتها في في حلقة إمباكت ريسلينغ بتاريخ 8 فبراير 2020 أمام الرازكيلز .

#### التحالف مع روهيت راجو (2021 حتى الآن)
بعد توقف طويل، عاد شيرا إلى عروض الإمباكت عندما ساعد زميله السابق في ديس هيت سكواد روهيت راجو في هزيمة على منافس راجو وبطل Impact X Division Champion تي جي بي .

### وادي أوهايو للمصارعة (2019 إلى الوقت الحاضر)
في 22 أكتوبر 2019 ، ظهر شيرا لأول مرة في عروض أوهايو فالي ريسلنغ ، حيث هزمه درو هيرنانديز في مباراة مظلمة. 
في 10 ديسمبر 2019 في عرض OVW Christmas Choas صارع شيرا مع جاكس دان وديميس وكوري ستورم في مباراة فريق من ثمانية رجال من الصلب القفص ضد فريق عهد الوحشية The Legacy Of Brutality (بيج زو وكاش فلو وهي-زايا و جاي برادلي ) و خسروا لصالح الأخيرين . 
في 6 يناير 2020 ، في الحلقة الأولى من OVW Overdrive ، واجه شيرا جاي برادلي في لكنه خسر. 
في 9 يناير 2021 ، عاد شيرا للمنافسة في بطولة 2021 Nightmare Rumble لبطولة OVW للوزن الثقيل التي فاز بها عمر أمير. 

## الحياة الشخصية
يعد راندهوا من كبار المعجبين ببوليوود وأميتاب باتشان هو ممثله المفضل من الصناعة. إنه ينتمي إلى مجتمع جات. 

## البطولات والإنجازات
- برو ريسلنغ أول ستارز أوف ديترويت
  - بطولة PWASD للوزن الثقيل (مرة واحدة) [19]
- مصارعة المحترفين المصور
  - صنفه PWI كالرقم 138 كأفضل 500 مصارع فردي في PWI 500 في عام 2012 [20]
- رينغ كا كينج
  - بطولة العالم للوزن الثقيل RKK ( مرة واحدة ) [21]
- سلام ريسلينغ
  - بطولة سلام ريسلينغ للوزن الثقيل (مرة واحدة) [22]
- توتال نون ستوب أكشن ريسلينغ / إمباكت ريسلينغ
  - دوري بطولة التأثير العالمي (2015) - مع الفريق الدولي (ماغنوس و برام و أنجلينا لوف و درو جالاوي و تايجري أونو و كيجي موتا و جريت سانادا و روك ستار سبود )
  - Sony SIX Invitational Trophy (2017) [23]